# Mon amant de Saint-Jean
Clip vidéo
[vidéo] « Lucienne Delyle - Mon amant de Saint-Jean », sur YouTube
[vidéo] « Patrick Bruel - Mon amant de Saint-Jean », sur YouTube
Mon amant de Saint-Jean est une chanson française, chanson réaliste de music-hall et valse musette enregistrée en disque 78 tours en 1942 par Lucienne Delyle, un des grands succès de son répertoire et de la chanson française.

## Histoire
La première version de cette chanson réaliste sort sans succès en 1937, sous le titre Les Barbeaux de Saint-Jean, avant d'être reprise sans plus de succès par Jane Chacun, en 1942, sous le titre Mon costaud de Saint-Jean. 
Léon Agel modifie alors les paroles de sa chanson, sous son titre actuel, sur le thème de l'histoire d'amour sans lendemain d'une jeune fille pour un amant rencontré dans un bal musette de Saint-Jean, sur des airs de valse musette et d'accordéon d'Émile Carrara. Carrara dédie sa composition à sa fiancée Suzanne (devenue plus tard son épouse) pour marquer leur promesse de mariage faite à l'auberge « La Bonne Idée »  de Saint-Jean-aux-Bois (Oise), dans la forêt de Compiègne. 
Son interprétation par Lucienne Delyle est un immense succès durant l'occupation allemande de la Seconde Guerre mondiale.

## Reprises et adaptations
Cette chanson est reprise par de nombreuses compilations de Lucienne Delyle, ainsi que par de nombreux interprètes, dont  : 
- Les VRP
- Fréhel (introuvable ou inaccessible)
- Bourvil
- 1958 : Ginette Garcin
- Françoise Kucheida
- 1972 : Georgette Plana
- Jean-Michel Moal
- Mouloudji et Marcel Azzola (album ... et ça tournait ! : version à la troisième personne)[6]
- 1998 : Tue Loup (album La Bancale)[7]
- André Rieu (album Les Mélodies de mon cœur)[8]
- 2001 : Les Boukakes (album Makach mouch'kil)[9]
- 2001 : Les Croquants (album Ça sent la bière)[10]
- 2001 : Bevinda & les XII Alfonso Je vous écrivais (album Claude Monet vol.1 1883 – 1889)
- 2002 : Patrick Bruel (Entre deux : les paroles sont mises à la troisième personne.)[11]
- 2002 : Les Castafiores (album Punkitchatcha)
- 2002 : Daniel Colin (album Passion gitane)
- 2002 : Les Troubadours du désordre (album Charivari)
- 2003 : Viktor Lazlo (album Loin de Paname)
- 2004 : Système D (album Rencontres)
- 2004 : Star Academy 4[12]
- 2005 : Brelan d'as : Jo Privat, Gus Viseur & Médard Ferrero (album Les As du musette)[13]
- 2006 : Nouvelle Star
- 2007 : Alain Barrière (album Chansons françaises)
- 2009 : Zaz (tournée en Russie)
- 2011 : Les Croquants (album Ça sent la bière)[14]
- 2013 : Les Stentors (album Une histoire de France : version à la troisième personne)[15]
- 2013 : Doulce mémoire (album Chansonettes frisquettes, joliettes & godinettes)
- 2020 : Oleg Pogudin (album Je chante)
- 2023 : Chimène Badi (album Chimène chante Piaf)

## Au cinéma
- 1980 : Le Dernier Métro, de François Truffaut
- 1988 : La Petite Voleuse, de Claude Miller
- 1991 : La Reine blanche, de Jean-Loup Hubert, dans le générique de fin du film.
- 2007 : Two Days in Paris, de Julie Delpy.